# Distrito de Puinahua
El Distrito peruano de Puinahua es uno de los 10 distritos de la Provincia de Requena, ubicada en el Departamento de Loreto, perteneciente a la Región Loreto, Perú.
Desde el punto de vista jerárquico de la Iglesia católica forma parte del Vicariato Apostólico de Requena.